# براد ديفيد شيمل
براد ديفيد شيمل (بالإنجليزية: Brad Schimel)‏ (من مواليد 18 فبراير 1965) هو محامٍ وقاضي وسياسي جمهوري أمريكي من مقاطعة واوكيشا بولاية ويسكونسن. لقد كان قاضيًا في محكمة دائرة ويسكونسن في مقاطعة واوكيشا منذ عام 2019. وقد شغل سابقًا منصب المدعي العام الرابع والأربعين لولاية ويسكونسن، من عام 2015 إلى عام 2019، وشغل منصب المدعي العام لمقاطعة واوكيشا من عام 2007 إلى عام 2015.
خلال فترة عمله كمدعي عام، دافع شيمل عن المواقف المناهضة للإجهاض  وساعد في قيادة ائتلاف من 20 ولاية في رفع دعوى قضائية لإلغاء قانون الرعاية الميسرة. وهُزم أثناء سعيه لإعادة انتخابه في عام 2018، ولكن تم تعيينه لاحقًا قاضيًا في محكمة دائرة ويسكونسن من قبل الحاكم سكوت ووكر.